# Ralf Michael Ebeling
Ralf Michael Ebeling (* 9. Juni 1959 in Unna) ist Professor für Betriebswirtschaftslehre an der Martin-Luther-Universität Halle-Wittenberg.

## Leben
Ralf Michael Ebeling studierte von 1978 bis 1983 Betriebswirtschaftslehre an der Universität Dortmund. Anschließend war er von 1984 bis 1993 wissenschaftlicher Mitarbeiter an der RWTH Aachen. Dort promovierte er 1987 und habilitierte sechs Jahre später. Seit 1994 ist er Professor an der Universität Halle mit den Spezialgebieten externes Rechnungswesen sowie Wirtschaftsprüfung. 2006 verlieh ihm die Wirtschaftsuniversität Bratislava die Ehrendoktorwürde.

## Werke
- Beteiligungsfinanzierung personenbezogener Unternehmungen : Aktien u. Genussscheine, Wiesbaden 1988, ISBN 3-409-13722-X
- Die Einheitsfiktion als Grundlage der Konzernrechnungslegung : Aussagegehalt und Ansätze zur Weiterentwicklung des Konzernabschlusses nach deutschem HGB unter Berücksichtigung konsolidierungstechnischer Fragen, Stuttgart 1995, ISBN 3-7910-0907-9
- Fallstudien zur Konzernrechnungslegung, Stuttgart 1996, ISBN 3-8252-8101-9